# Kaska
Kaska és una llengua atabascana parlada pel poble kaska al territori del sud-est de Yukón i en la Columbia Britànica del nord al Canadà. Tahltan, tagish i el kaska constitueixen el subgrup lingüístic "Canadà Nord-oest" del atabascà meridional.
La majoria dels kaska viuen en les comunitats de Ross River i Watson Lake en el Yukón així com en Lower Post, Good Hope Lake i Fireside en la Columbia Britànica. Els dialectes parlats del kaska a les diferents regions difereixen alguna cosa en les pronunciació de les paraules i en els termes que s'usen en certes expressions.